# 卡尔·洛伦茨
卡尔·洛伦茨（德語：Carl Lorenz，1913年11月27日—1993年11月25日），德国男子自行车运动员。他曾代表德国参加1936年夏季奥林匹克运动会自行车比赛，获得男子双人自行车金牌。